# Звикання
Звикання — згасання реакції на стимул, що повторюється і не підкріплюється заохоченням або покаранням. Звикання — найпримітивніша форма навчання.
Це найелементарніша реакція зниження збудливості. Вона виникає при багатократному систематичному повторенні певного подразника, що не загрожує організму істотними наслідками, і полягає в поступовомудостатньо стійкому ослабленні самої реакції або у зменшені частоти появи аж до повного її зникнення. Іншими словами, тварина «навчається» не реагувати на подразник, що не завдає йому шкоди, і звикання стає ніби «негативним навчанням». Так, наприклад, людина, що живе в безпосередній близькості до залізниці, незабаром абсолютно перестає реагувати на гуркіт потягів, які проходять, хоча спочатку вони її помітно дратують і заважають спати.
Основу формування пошукової поведінки в онтогенезі складають такі процеси як звикання та навчання в усіх його різноманітних формах. Саме до пошукової фази поведінкового акту належать і прояви елементарної розсудливої діяльності тварин, коли для досягнення мети тварина в новій для неї ситуації оперує поняттями, що раніше в неї сформувались, та уловленими нею емпіричними законами, що зв'язують предмети й явища зовнішнього світу (Л. Крушинський, 1986).
Однією з поширених форм звикання у вищих тварин є згасання орієнтувального рефлексу при багатократному повторенні подразника, що його спричинив. В орієнтувальній поведінці вищих тварин виділяють два етапи: 1) початкова реакція тривоги і здивування, що супроводжується підвищенням тонусу м'язів і фіксуванням пози (зачаювання); 2) дослідницька реакція уваги- повертання голови, очей і вух до джерела подразнення. Водночас відбувається порівняння нового стимулу зі слідами попередніх подразників. Якщо новий стимул і сліди попередніх подразників збігаються, орієнтувальна реакція не виникає. Якщо ж інформація про стимул і сліди у пам'яті не збігаються, виникає орієнтувальна реакція.
Вважається, що процеси сумації та звикання — це єдині механізми, за допомогою яких набувається індивідуальний досвід у низькоорганізованих тварин.
Ми звикаємо до цокання годинника, до шуму води, до рекламних щитів і вивісок. Ці подразники перестають доходити до нашої свідомості. Для нас звикання означає виникнення такого стану, коли легко взнаємо подразники, з якими постійно доводиться стикатися: сприймаючи ці подразники як цілком буденне явище, ми ігноруємо їх.
Реакція звикання не є втомою тому, що неможливо встановити ані втому м'язів, ані втому рецепторних апаратів — т. н. сенсорної адаптації. Після вироблення звикання умовний подразник продовжує сприйматися тваринами Якщо його трохи підсилити, він негайно ж викличе реакцію.
Звикання поширене надзвичайно широко: від примітивних істот до людини включно. Воно забезпечує адекватність реакцій організму, усуває всі зайві та необов'язкові та дозволяє економити масу енергії. Тварина здатна притерпітися до будь-яких дій, з якими щодня стикається на своїй території, і не реагувати на них ні орієнтовною, ні оборонною реакціями, адаптуватися до товаришів по стаду й обмежити свої реакції, що виникають за їх присутності, лише дійсно необхідними. Завдяки звиканню відбувається стандартизація суспільної поведінки будь-якого співтовариства тварин, що одночасно призводить до загострення сприйняття найважливіших ключових стимулів.
О. Меннінг і Д. Дьюсбері включали у свої класифікації також і «інсайт-навчання». Проте і когнітивні процеси, й інсайт-навчання великою мірою належать до сфери розсудливої діяльності.
Звикання- найпростіша форма поведінки- вона полягає не у виявленні нової реакції, а у втраті тієї, що була раніше.
Якщо тварині запропонувати подразник, який не супроводжується його підкріпленням або покаранням, то тварина поступово перестає на нього реагувати. Наприклад, птахи поступово перестають реагувати на опудало, яке примушує їх відлітати, коли його вперше розташували на полі. Схожі зі звиканням явища знаходять у будь-якій групі тварин, починаючи з найпростіших, всі типові властивості звикання можна знайти на рівні окремих нейронів і нервово-м'язових з'єднань. Звикання є одним із найважливіших процесів пристосування поведінки тварин до умов існування. Звикання також відіграє важливу роль у розвитку поведінки молодих тварин, яким часто погрожують різні хижаки (вони швидко вчаться не реагувати на листя, коли їх ворушить вітер та інші нейтральні стимули). Вроджена реакція дзьобання у щойно вилуплених курчат спочатку спрямована на будь-який предмет, але потім відбувається звикання до непотрібних об'єктів.